# Pueblo (Lares)
Pueblo es un barrio ubicado en el municipio de Lares en el estado libre asociado de Puerto Rico. En el Censo de 2010 tenía una población de 4838 habitantes y una densidad de población de 633,64 habitantes por kilómetro cuadrado.

## Geografía
Pueblo se encuentra ubicado en las coordenadas 18°18′9″N 66°53′45″O / 18.30250, -66.89583. Según la Oficina del Censo de los Estados Unidos, Pueblo tiene una superficie total de 7,64 km², que corresponden a tierra firme.

## Demografía
Según el censo de 2010, había 4838 personas residiendo en Pueblo. La densidad de población era de 633,64 hab./km². De los 4838 habitantes, Pueblo estaba compuesto por el 92,19% blancos, el 3,25% eran afroamericanos, el 0,31% eran amerindios, el 0,02% eran asiáticos, el 2,89% eran de otras razas y el 1,34% pertenecían a dos o más razas. Del total de la población el 99,81% eran hispanos de cualquier raza.